# Partit Democràtic de la Nova Esquerra
El Partit Democràtic de la Nova Esquerra (PDNI), o Partido Democrático de la Nueva Izquierda en l'estat espanyol, fou una escissió de la coalició Izquierda Unida que va acabar integrat en el Partit Socialista Obrer Espanyol (PSOE). El PDNI va ser un partit polític espanyol de caràcter socialdemòcrata, encara que primer com corrent intern (Nueva Izquierda), essent els principals líders Diego López Garrido i Cristina Almeida, i que al País Valencià va tindre relativa rellevància sota el nom de Nova Esquerra.
En els últims anys de govern de Felipe González, la coalició Izquierda Unida, liderada per Julio Anguita, va desenvolupar una dura política d'oposició i desgast al PSOE i al govern que liderava. La virulència d'aquest enfrontament, en el qual es va arribar a parlar de pinça o col·laboració entre els comunistes i els conservadors del Partit Popular per a erosionar al socialisme governant, va produir serioses crítiques en el si de la coalició esquerrana per part dels sectors agrupats en el corrent Nueva Izquierda, procliu a l'acostament amb el PSOE.
Després d'un progressiu distanciament entre aquest corrent i l'estratègia seguida per Julio Anguita, i un enfrontament cada vegada més directe en el si de la coalició, Nueva Izquierda va ser sancionada i va marxar de Izquierda Unida al setembre de 1997, i els seus integrants van decidir continuar amb el Partit Democràtic de la Nova Esquerra (PDNI), aquesta vegada en solitari.
En 1999, el PDNI segellava un acord electoral amb els socialistes per a concórrer conjuntament a les eleccions: aquest acord va permetre l'elecció d'una vintena de diputats autonòmics, dos parlamentaris del Parlament Europeu, tres diputats del Congrés i prop de tres-cents regidors del PDNI en les llistes socialistes. A l'octubre de 2000, el Consell Polític del PDNI culminava el seu acostament al PSOE amb la decisió d'integrar-se orgànicament en les estructures del Partit Socialista Obrer Espanyol. Aquesta decisió va ser ratificada en el II Congrés Federal de la jove organització (març de 2001, amb el 65% dels vots). El seu secretari general era l'exportaveu del Grup Parlamentari Socialista Diego López Garrido i la seva Presidenta l'exdiputada per IU i excandidata del PSOE a la Presidència de la Comunitat de Madrid Cristina Almeida.